# Gare de Montmorillon
Gare de Montmorillon – stacja kolejowa w Montmorillon, w departamencie Vienne, w regionie Nowa Akwitania, we Francji. Jest zarządzana przez SNCF (budynek dworca) i przez RFF (infrastruktura). Znajduje się na 389,898 km linii Mignaloux - Nouaillé – Bersac, na wysokości 105 m n.p.m.
Stacja jest obsługiwana przez pociągi TER Limousin i TER Poitou-Charentes oraz pociągi towarowe Fret SNCF. 

## Linie kolejowe
- Mignaloux - Nouaillé – Bersac
- Montmorillon – St-Aigny - Le Blanc